# 辽宁民族出版社
辽宁民族出版社，是一家位于辽宁沈阳市的出版社，地址位于辽宁省沈阳市南京街六段一里2号。

## 概述
1975年5月，成立。前身是辽宁人民出版社朝文编译室。它主要出版朝、蒙、满文图书，并用汉文出版反映本省各少数民族文化、历史遗产的图书，把少数民族的作品译成汉文出版。出版书记有《情海集》、《汉朝动物名称词典》、《激情时代》、《朝鲜族百年史话》、《玛拉沁夫作品集》、《现代农药》等。1987年开始和朝鲜民主主义人民共和国开展了合作出版业务。